# 弗米利恩 (伊利諾伊州)
雷德蒙（英語：Vermilion）是位於美國伊利諾伊州埃德加縣的一個村落。

## 地理
雷德蒙的座標為39°34′52″N 87°35′20″W / 39.58111°N 87.58889°W，而該地最高點為海拔高度205米（即673英尺）。

## 人口
根據2010年美國人口普查的數據，雷德蒙的面積為1.97平方千米，當中陸地面積為1.97平方千米，而水域面積為0.00平方千米。當地共有人口225人，而人口密度為每平方千米114人。